# Azione (finanza)

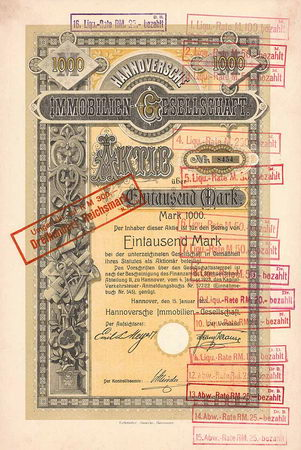
Azione datata 15 gennaio 1923 della Hannoversche Immobilien-Gesellschaft con facsimile della firma del presidente del consiglio di sorveglianza Emil L. Meyer.

In finanza un'azione (in inglese: share o stock) è un titolo finanziario rappresentativo del diritto di credito al dividendo dell'utile aziendale quale corrispettivo del conferimento di una quota di capitale che passa, al momento dell'acquisto dell'azione, alla proprietà di una società per azioni, che ha personalità giuridica e quindi è il vero proprietario della quota conferita. Insieme alle obbligazioni e ai derivati, fa parte dei valori mobiliari. Il possessore è detto azionista (shareholder) e l'insieme delle azioni della società è detto "capitale azionario" (distinto dal capitale sociale risultante dal bilancio aziendale). 
Costituisce una forma di investimento finanziario da parte del detentore, è uno strumento finanziario, soggetto a un rating di valutazione, e in genere a capitale non garantito.

## Panoramica
Secondo la finanza d'impresa, le aziende (ad esempio le società per azioni) hanno bisogno di denaro per svolgere le loro attività e accumulare profitti nel tempo per svolgere ulteriori attività, effettuare investimenti e crescere. Esistono due modi per raccogliere finanziamenti: a debito (debt financing) e non a debito, cioè a equity (equity financing).
Tramite debito, si ricorre ai prestiti in banca da restituire con gli interessi maturati. Come alternativa, si emettono le obbligazioni societarie. Il debito accumulato tramite queste due forme di finanziamento si chiama senior debt. Se si usa una terza via, il mezzanine debt (denaro concesso senza garanzie, con tasso d'interesse alto per il rischio alto e con la richiesta di emettere delle opzioni come strumento derivato per mitigare i rischi), si accumula il junior debt, concesso di solito ad aziende già avviate.
L'alternativa del finanziamento a debito è l'equity financing, in cui il finanziamento avviene tramite la vendita di quote della società, ovvero le azioni. Anticamente, l'azione era un pezzo di carta certificato che attestava il versamento del suo valore e il possesso di una parte di tutto il capitale sociale dell'azienda. Gli acquirenti, comprando questi prodotti finanziari che apparivano come dei pezzi di carta, versavano ognuno una parte di tutto il capitale. Per esempio, se si emettono 10 azioni dal valore di 100 € l'una e un azionista ne compra 4 e il secondo azionista ne compra 6, in totale si raccolgono 1.000 €; il primo azionista versa 400 €, mentre il secondo versa 600 €. Il primo possiede il 40% del capitale sociale ed è azionista di minoranza, mentre il secondo, possedendone il 60%, è l'azionista di maggioranza.
L'utilità delle azioni è molteplice:
- permette alle aziende di ricevere capitale e spinge dunque all'imprenditorialità;
- permette lo svolgimento di attività in quanto si possono coprire i loro costi;
- se le attività hanno successo e portano un profitto, quest'utile serve all'azienda per crescere o svolgere sempre più attività o ripagare i debiti nel medio e lungo termine;
- permette agli azionisti di guadagnare, cioè capitalizzare sul successo dell'azienda che hanno finanziato a equity.

Per la precisione, alcune volte all'anno, parte dei profitti generati dall'azienda viene redistribuito suddiviso in dividendi agli azionisti. In base al principio plutocratico, i profitti stanziati si suddividono in base alla partecipazione azionaria: all'azionista di maggioranza che ha versato il 60% del denaro siccome ha comprato il 60% delle azioni, spetta il 60% dei profitti. All'azionista di minoranza che ha versato il rimanente 40%, spetta il 40%.
In più, il valore dell'azione può oscillare nel tempo, in base al successo dell'azienda e/o delle valutazioni esterne delle agenzie di rating. L'azionista, inclusi gli speculatori e coloro che praticano il day trading, può guadagnare dunque anche rivendendo la propria partecipazione azionaria a un nuovo azionista che, in passato, comprava questo pacchetto fisico di azioni già posseduto da un azionista pagando queste azioni secondo il nuovo valore. Per esempio, se l'azionista di maggioranza che ha comprato 6 azioni dal valore di 100 € l'una e ha speso 600 € aspetta che l'azienda generi profitti, può vedere come il valore di una sola azione raddoppi da 100 € a 200 €. Quindi, può rivendere la propria partecipazione per 1.200 € e guadagnare 600 €, senza bisogno che riceva dividendi.
L'azione è un finanziamento non a debito poiché i soldi non devono essere restituiti maggiorati di interessi, ma il guadagno per l'azionista deriva dalla distribuzione di dividendi. Questi ultimi sono ricavabili se le attività di business e investimento hanno successo, il che non è scontato. Pertanto, l'azienda e gli azionisti possono perdere tutto il capitale di rischio. In più, anche se l'azionista vendesse le azioni per liberarsene, esse avrebbero un valore più basso rispetto a quando le ha acquistate. Quest'ultimo dunque ha sempre un rischio di fondo. Un alto profitto sotto forma di dividendo è un premio al rischio.
La differenza tra un'azione e un'obbligazione societaria (corporate bond) risiede nel meccanismo di guadagno e nel rischio: l'obbligazione è un prestito di denaro (debt financing) da parte di un investitore, l'obbligazionista (bondholder), all'azienda. Quest'ultima, entro la data di maturità, deve restituire il denaro con interessi maturati e si impegna a rispettare dei patti obbligazionari (bond covenant), per esempio quello di non indebitarsi ulteriormente fino alla data di maturità. Il tasso di interesse dell'obbligazione si alza se l'investimento è rischioso (ad esempio la società è già molto indebitata) o in base a un rating basso delle agenzie apposite giustificato dagli alti debiti o dalla violazione abituale dei covenant. Se gli interessi sono altissimi e il rischio è altissimo, si parla di titoli spazzatura. Ma di base, l'azione è più rischiosa dell'obbligazione e permette un finanziamento a equity, mentre l'obbligazione permette un finanziamento a debito.
Le azioni, le obbligazioni e i derivati fanno tutti e tre parte di una classe di prodotti finanziari dette security ("valori mobiliari"); le azioni sono titoli di capitale, mentre le obbligazioni sono titoli di debito.
Siccome le azioni possono essere rivendute liberamente a nuovi azionisti, si dice che sono titoli negoziabili, cioè scambiabili tramite compravendita. In più, siccome si possono vendere velocemente sia in caso di successo che di fallimento, sono investimenti facilmente liquidabili, cioè sono dotati di un'alta liquidabilità.
Le azioni e le altre security si scambiano in mercati e canali non ufficiali, privati e meno regolamentati, cioè over the counter (OTC) e, in alternativa, nel mercato pubblico, ufficiale e regolamentato nato apposta per scambiare le security: la borsa valori (stock exchange), che non è unica siccome svariate grandi città mondiali ne hanno una, ad esempio la New York Stock Exchange (NYSE), NASDAQ, London Stock Exchange, Borsa di Milano, Borsa di Shanghai, Borsa di Parigi, Borsa di Francoforte, Borsa di Madrid, Borsa di Hong Kong, Borsa di Shenzhen, Tokyo Stock Exchange, Mumbai Stock Exchange, Seoul Stock Exchange, Borsa di San Paolo ecc.
Esistono varie borse nel mondo e, per scambiare azioni di una determinata società in borsa, l'azienda deve essere prima quotata in essa. La quotazione avviene solo se l'azienda rispetta determinati requisiti, ad esempio avere un capitale sociale non al di sotto di una certa soglia e, da quando ci si iscrive, produrre report finanziari trimestrali e controllati da un'agenzia di audit. Un'azienda può anche disiscriversi da una borsa (delisting) o trasferirsi da una borsa all'altra (translisting) o quotarsi in due borse (double listing). Quando un'azienda si quota in borsa e emette le sue prime azioni nel mercato pubblico, queste azioni sono lanciate tramite un prezzo (collegato anche a un grande evento pubblicizzato) detto offerta pubblica iniziale (in sigla IPO). Il prezzo di queste azioni può anche essere sottostimato o sovrastimato (nel primo caso, l'azienda incorre in una perdita).
Oggi questi titoli sono dematerializzati, cioè non sono più dei pezzi di carta, ma dei dati virtuali e la compravendita avviene attraverso delle piattaforme di trading online e non più di persona in borsa o via telefono.
Tutto il denaro raccolto con le azioni emesse e esistenti/in circolazione nel mercato pubblico e/o privato (outstanding shares) si chiama capitalizzazione azionaria o di mercato (market cap). Per esempio, una società startup nata da poco viene solitamente classificata nelle nano-cap, mentre le piccole aziende solitamente sono delle micro-cap e small-cap.
L'insieme di tutte le compravendite di azioni forma, in senso astratto, il mercato azionario, che è parte dunque del mercato dei valori mobiliari insieme a quello obbligazionario e quello dei derivati.
Gli acquirenti di azioni possono essere comuni risparmiatori, grandi investitori professionali, altre società (ad esempio banche, corporation, società di assicurazione, ecc.), lo Stato, nel qual caso si forma una società pubblica o a partecipazione statale, la dirigenza e i lavoratori dell'azienda stessa. I lavoratori, in generale, possono essere coinvolti direttamente nella partecipazione azionaria con dei piani appositi detti Employee Stock Ownership Plan (ESOP), con cui vengono pagati in azioni da cui derivano dividendi o la possibilità di rivenderle quando si alzano di valore.
Se la raccolta di finanziamenti a equity avviene over the counter, cioè in contesto privato, si parla di private equity financing (ad esempio l'apporto di seed capital da parte di un angel investor nei confronti di una startup o l'apporto di un fondo di venture capital), altrimenti se avviene in borsa si parla di public equity financing.
Infine, esistono più tipi di azione. Le azioni ordinarie sono quelle basilari e, comprandole, l'azionista ha anche potere di voto nell'assemblea dei soci quando si prendono decisioni importanti sul futuro dell'azienda (ad esempio emendamenti dello statuto sociale); il voto di default viene tarato in base al numero di azioni comprate ("one share, one vote") o, nella maggior parte dei casi, non si segue esplicitamente questo standard in favore del principio plutocratico: se l'azionista di maggioranza ha versato il 60% del capitale sociale, a prescindere dal numero di azioni comprate, il suo solo voto vale 60 su 100, quindi si dice che è anche un azionista di controllo. Le azioni privilegiate danno diritto di precedenza (prelazione) sugli azionisti ordinari quando si distribuiscono i dividendi ma, come contraltare, tolgono il diritto di voto. Altre azioni aumentano il potere di voto per tamponare gli opportunismi degli azionisti di controllo su quelli di minoranza. Questi tre sono i tipi principali di azioni. Nonostante esista una gerarchia nell'ordine della distribuzione di dividendi (azionisti privilegiati/con prelazione e quelli senza), tutti gli azionisti hanno il diritto di partecipare ai profitti a prescindere dall'ordine siccome vige il divieto assoluto di patto leonino.
Se l'azienda fallisce e, fallite le rinegoziazioni dei crediti e le iniziative per salvarla dall'interno o dall'esterno (employee buyout, management buyout, ecc.), gli azionisti hanno diritto a ricevere il denaro che resta dalla liquidazione dell'azienda. I primi a essere pagati sono coloro che sono intitolati a un risarcimento a seguito di un processo. Dopodiché vengono le banche. Se resta qualcosa, va poi ai fornitori e obbligazionisti. Infine, ammesso che resti qualcosa, vengono gli azionisti, rimborsati in base al principio plutocratico.

## Quotazione
La quotazione di un'azione, ovvero del suo valore nel mercato azionario, è in primis una conseguenza della maggiore o minore importanza in termini di valore o peso economico attribuita all'azienda cui essa è legata, seguendo dunque in linea di massima le quotazioni dell'azienda (ad esempio per fatturato). Un'altra fonte di quotazione è relativa all'andamento del particolare mercato di riferimento dell'azienda stessa all'interno del sistema economico, per cui rispetto all'obbligazione l'azione è considerata in genere una forma di investimento a rischio finanziario maggiore, in quanto soggetta a quotazione sul mercato azionario quindi con valore mutevole nel tempo. 
Si distinguono 3-4 valori di riferimento per il prezzo di un'azione:
- valore nominale, relativo al capitale sociale dell'emittente;
- prezzo di emissione: uguale o maggiore del prezzo nominale (sopra la pari);
- target price: prezzo atteso dall'emittente;
- fair value: prezzo atteso dai potenziali acquirenti e analisti, in base al prezzo corrente del mercato secondario (anche dopo il collocamento).

La valutazione utilizza l'analisi tecnica e l'analisi fondamentale (come l'analisi di bilancio).

## Rendimento
Il rendimento di un'azione dipende dall'incremento (o decremento) del valore dell'azione in un dato periodo a cui si aggiungono eventuali dividendi pagati nello stesso periodo. 
Se P1 è il prezzo di vendita di un'azione, P0 il prezzo di acquisto (P1 significa prezzo al momento 1 e P0 prezzo al momento 0) e D il dividendo complessivamente pagato dall'azione tra il momento 0 e il momento 1, il rendimento percentuale può essere calcolato come:
{\displaystyle {\frac {P_{1}+D-P_{0}}{P_{0}}}\cdot 100}
A seconda che un investitore sia maggiormente interessato all'una o all'altra variabile, dividiamo l'insieme degli azionisti in cassettisti e speculatori:
- i cassettisti tendono a tenere le azioni in portafoglio per lunghi periodi, generalmente poiché sono interessati ai dividendi o diritti di natura amministrativa (come il diritto di voto); a questa categoria di azionisti preme quindi soprattutto prevedere l'entità dei dividendi futuri;
- gli speculatori, al contrario, non sono interessati ai diritti amministrativi e mantengono in portafoglio le azioni per un breve arco di tempo, aspettando che il loro prezzo salga abbastanza per permettere loro di realizzare una plusvalenza (oppure vendono per ricomprare lo stesso titolo ad un prezzo inferiore); se consideriamo poi che il breve tempo di detenzione delle azioni spesso non permette loro nemmeno di percepire i dividendi, il loro interesse si concentrerà sul prezzo dell'azione.

## Calcolo del rendimento

### Rendimento del cassettista
Il rendimento del cassettista si calcola seguendo il cosiddetto modello di Gordon: 
{\displaystyle P={\frac {D_{1}}{r-g}}\iff r={\frac {D_{1}}{P}}+g}
dove:
- {\displaystyle P} è il prezzo dell'azione
- {\displaystyle D_{1}} è il dividendo al tempo 1 (ad esempio un anno dopo l'acquisto dell'azione)
- {\displaystyle r} è il rendimento atteso dall'azionista
- {\displaystyle g} è il tasso di crescita del dividendo.

Si ipotizza che il dividendo nel tempo cresca ad un tasso {\displaystyle 1+g}, in modo tale che:
{\displaystyle D_{2}=D_{1}\,(1+g)};
{\displaystyle g} a volte viene uguagliato al tasso di inflazione, in modo tale che il valore del dividendo in termini reali sia sempre lo stesso.
È evidente che, se calcolato ex ante, tale previsione è soggetta ad alcune limitazioni, poiché il tasso di crescita futuro può essere approssimato al massimo facendo riferimento a dati storici; in più, perché il modello di Gordon sia valido, dobbiamo supporre che tutti gli anni il dividendo venga distribuito e che esso cresca sempre con un tasso {\displaystyle 1+g}.
{\displaystyle r} è calcolabile in questo modo:
{\displaystyle r=r_{rf}+B\cdot (r_{mkt,M}-r_{rf,M})}
dove:
- {\displaystyle r_{rf}} = tasso di rendimento risk free (di solito si prende il BTP di durata decennale)

- {\displaystyle B\cdot (r_{mkt,M}-r_{rf,M})} è il premio per il rischio, essendo:
  - {\displaystyle B} = rischiosità relativa dell'investimento in essere rispetto al mercato (è un coefficiente che se maggiore di uno indica un investimento più rischioso rispetto a quello del mercato, se minore di uno indica un investimento meno rischioso rispetto a quello del mercato)
  - {\displaystyle r_{mkt,M}} = tasso di rendimento medio di mercato (ad esempio prendere la media dell'indice del mercato considerato)
  - {\displaystyle r_{rf,M}} = tasso di rendimento medio risk free.

### Rendimento dello speculatore
Calcolare il rendimento dello speculatore significa calcolare la plusvalenza sull'azione, ossia la differenza fra prezzo di vendita prezzo di acquisto. La forte variabilità dei mercati e dei prezzi delle azioni non permette di calcolare con precisione tale valore: l'analisi fondamentale fornisce quindi alcuni indicatori per indicare, tramite il confronto con altre azioni se un titolo è sottovalutato o sopravvalutato. 
Alcuni di questi indicatori sono:
- Book value: (patrimonio netto / numero di azioni in circolazione)
- Utili per azione (EPS): (utili netti / numero di azioni in circolazione)
- Price to book value: (prezzo del titolo / book value)
- Rapporto prezzo-utili: (prezzo del titolo / EPS)